# Love with Flaws
Love with Flaws (hangul: 하자있는 인간들; rr: Hajaissneun Ingandeul) é uma série de televisão sul-coreana exibida pela MBC TV de 27 de novembro de 2019 a 16 de janeiro de 2020, estrelada por Oh Yeon-seo, Ahn Jae-hyun, Kim Seul-gi, Gu Won e Heo Jung-min.

## Enredo
A série é uma comédia romântica sobre uma mulher que odeia homens com rostos bonitos, um homem que é obcecado por sua aparência e como as pessoas com falhas superam seu preconceito.

## Elenco

### Elenco principal
- Oh Yeon-seo como Joo Seo-yeon
- Ahn Jae-hyun como Lee Kang-woo
- Kim Seul-gi como Kim Mi-kyung
- Gu Won como Lee Min-hyuk
- Heo Jung-min como Park Hyun-soo

### Elenco de apoio
- Min Woo-hyuk como Joo Won-jae
- Cha In-ha como Joo Won-suk[3]
- Kim Jae-yong como Joo Seo-joon
- Hwang Woo-seul-hye como Lee Kang-hee
- Jang Yoo-sang como Choi Ho-dol
- Yoon Hae-young como Nona Oh

## Trilha sonora
1. Take Me Upon You (책임져) - DickPunks
2. Once Again With You (이 밤을 다시 한번) - MaktubLee e Raon
3. Why (내 맘이 자꾸 왜 이래) - LEEXLEE
4. Thinking of You (니 생각) - Hong Dae-kwang
5. Even Not Knowing If It Hurts (쓰라린 상처도 아픈지 모르고) - Solji (EXID)
6. Why Don't You (왜 나를 못 봐) - Kim Dae-yeon

## Classificações
- Na tabela abaixo, os números azuis representam as mais baixas classificações e os números vermelhos representam as classificações mais elevadas.

| Episódio | Data de transmissão original | AGB Nielsen    |
| Episódio | Data de transmissão original | Em todo o país |
| -------- | ---------------------------- | -------------- |
| 1        | 27 de novembro de 2019       | 3.2%           |
| 2        | 27 de novembro de 2019       | 4.0%           |
| 3        | 28 de novembro de 2019       | 2.2%           |
| 4        | 28 de novembro de 2019       | 3.0%           |
| 5        | 4 de dezembro de 2019        | 2.5%           |
| 6        | 4 de dezembro de 2019        | 3.0%           |
| 7        | 5 de dezembro de 2019        | 2.3%           |
| 8        | 5 de dezembro de 2019        | 3.4%           |
| 9        | 11 de dezembro de 2019       | 1.9%           |
| 10       | 11 de dezembro de 2019       | 2.7%           |
| 11       | 12 de dezembro de 2019       | 2.5%           |
| 12       | 12 de dezembro de 2019       | 3.0%           |
| 13       | 18 de dezembro de 2019       | 2.4%           |
| 14       | 18 de dezembro de 2019       | 3.7%           |
| 15       | 19 de dezembro de 2019       | 3.3%           |
| 16       | 19 de dezembro de 2019       | 3.1%           |
| 17       | 25 de dezembro de 2019       | 2.1%           |
| 18       | 25 de dezembro de 2019       | 2.7%           |
| 19       | 26 de dezembro de 2019       | 2.2%           |
| 20       | 26 de dezembro de 2019       | 3.0%           |
| 21       | 1 de janeiro de 2020         | 2.8%           |
| 22       | 1 de janeiro de 2020         | 3.0%           |
| 23       | 2 de janeiro de 2020         | 2.3%           |
| 24       | 2 de janeiro de 2020         | 2.7%           |
| 25       | 8 de janeiro de 2020         | 2.0%           |
| 26       | 8 de janeiro de 2020         | 2.5%           |
| 27       | 9 de janeiro de 2020         | 1.9%           |
| 28       | 9 de janeiro de 2020         | 2.6%           |
| 29       | 15 de janeiro de 2020        | 2.1%           |
| 30       | 15 de janeiro de 2020        | 2.5%           |
| 31       | 16 de janeiro de 2020        | 2.3%           |
| 32       | 16 de janeiro de 2020        | 2.9%           |
| Média    | Média                        | 2.7%           |